# Wright (lune)
Pour les articles homonymes, voir Wright.
Wright est un satellite naturel de Saturne, plus précisément un propeller « trans-Encke ». Son rayon serait inférieur à 600 m. Il orbite à près de 134 100 km du centre de Saturne, dans la partie extérieure de l'anneau A, au-delà de la division d'Encke (d'où le nom de « trans-Encke »).
Il est nommé d'après les aviateurs américains Orville et Wilbur Wright.